# フィリップ・ロメンス
フィリップ・ロメンス（Philippe Rommens、1997年8月20日 - ）は、ベルギー・ウォンメルヘム出身のサッカー選手。フェレンツヴァーロシュTC所属。ポジションはミッドフィールダー。

## クラブ経歴
2006年からPSVアイントホーフェンで育成され、2014-15シーズンの9月19日、エールステ・ディヴィジ第7節スパルタ・ロッテルダム戦にて、ヨングPSVデビューを飾った。その後2017-18シーズンまでヨングPSVでプレーしたが、トップチームでの出場は叶わなかった。
2017-18シーズン終了後にフリーの身となったロメンスは、2018年8月8日、TOPオスに加入し、3年契約を交わした。
2021年5月22日、エールディヴィジに昇格したゴー・アヘッド・イーグルスへ2021-22シーズンからの加入が決定した。

## 代表経歴
世代別代表の出場経験があり、U-19ベルギー代表として2015年に2試合出場した。